# Monos - Un gioco da ragazzi
Monos - Un gioco da ragazzi (Monos) è un film del 2019 co-scritto e diretto da Alejandro Landes.

## Trama
Sulla cima di una remota montagna colombiana i Monos, otto adolescenti identificati solo dai loro pseudonimi (Rambo, Lupo, Lady, Svedese, Puffo, Cane, Boom Boom e Gambalunga) eseguono esercitazioni di addestramento militare sorvegliando nel frattempo una prigioniera americana chiamata semplicemente Dottoressa. Le esercitazioni dei ragazzi vengono impartite per conto di una misteriosa Organizzazione da un Messaggero, il quale li esorta a spingersi oltre e consente a Lady e Lupo il permesso di intraprendere una relazione. Prima di ripartire, il Messaggero affida ai Monos una vacca da latte di nome Shakira.
I Monos festeggiano con degli spari celebrativi, durante i quali però Shakira viene inavvertitamente colpita e uccisa da Cane. Gli altri Monos lo puniscono mettendolo in isolamento in una fossa, e trascinando la carcassa di Shakira nel campo per spogliarla della carne, mentre Lupo si suicida per la vergogna. I Monos discutono su come denunciare Cane al Messaggero via radio, ma alla fine mentono per proteggerlo e sostengono che invece sia stato Lupo a uccidere Shakira. Il Messaggero fa mettere in contatto il comandante dell'Organizzazione con la Dottoressa (alla quale pone alcune domande sulla sua famiglia per confermare che è viva), poi nomina Gambalunga capo della squadra e Boom Boom suo vice.
Una notte la base dei Monos subisce un'imboscata e la Dottoressa viene posta sotto la sorveglianza di Svedese, che la informa che verrà uccisa se le forze avversarie tenteranno di salvarla. Una volta rimaste sole, la Dottoressa prova a convincere Svedese ad aiutarla a scappare, e si abbracciano quando il bunker in cui si nascondono viene bombardato. Svedese inizia a baciare la Dottoressa, che la respinge, e Svedese si mette a ridere. Il giorno seguente, Gambalunga annuncia che hanno vinto e si nasconderanno nella giungla. Una volta arrivati lì la Dottoressa fugge, al che Gambalunga distrugge la radio e dichiara che i Monos non sono più alla dipendenza dell'Organizzazione. Dopo che la Dottoressa viene nuovamente catturata, Gambalunga ordina a Rambo di incatenarla a un albero, ma lei lo fa piangendo e questo fa arrabbiare ulteriormente Gambalunga.
Il Messaggero torna a controllare i Monos e scopre che Lady e Gambalunga hanno iniziato una relazione sessuale senza la sua approvazione, obbliga i Monos a svolgere esercizi più faticosi e a confessargli i misfatti l'uno dell'altro. Puffo rivela che in realtà è stato Cane a uccidere Shakira, e rivela ciò che Gambalunga ha detto riguardo all'Organizzazione. Il Messaggero porta via Gambalunga in motoscafo per farlo giudicare dai membri dell'Organizzazione, ma Gambalunga lo uccide sparandogli alla schiena per poi tornare nella giungla. Puffo viene legato a un albero come punizione per aver fatto la spia, i Monos intensificano il loro allenamento e derubano diversi automobilisti di passaggio.
Durante la notte, Rambo prova liberare Puffo ma viene fermata da Lady. Rambo scappa e sale su una barca, dove viene accolta dal proprietario di essa, un cercatore d'oro. L'uomo porta Rambo a casa sua, dove vive con la moglie e i tre figli, ricevendo cibo e riparo. Svedese porta la Dottoressa a nuotare nel fiume. La donna utilizza la catena per annegare Svedese, poi la spezza con una roccia. Tornata nella giungla, la Dottoressa trova Puffo legato e prende i suoi stivali, rifiutando di portarlo con sé.
I Monos rintracciano Rambo e attaccano la casa, uccidendo l'uomo e sua moglie. Mentre Rambo fugge, una televisione in sottofondo riporta che la Dottoressa è stata avvistata nella giungla ed è implicito che verrà presto salvata dalle autorità. Lady trova i tre figli della coppia nascosti sotto un tavolo mentre Gambalunga, Boom Boom e Cane inseguono Rambo, che salta nel fiume e viene raccolta da un elicottero militare. Quando l'elicottero arriva in una città vicina, uno dei soldati contatta il suo comandante chiedendo ripetutamente cosa fare della prigioniera non identificata, e nel mentre Rambo inizia a piangere.

## Produzione

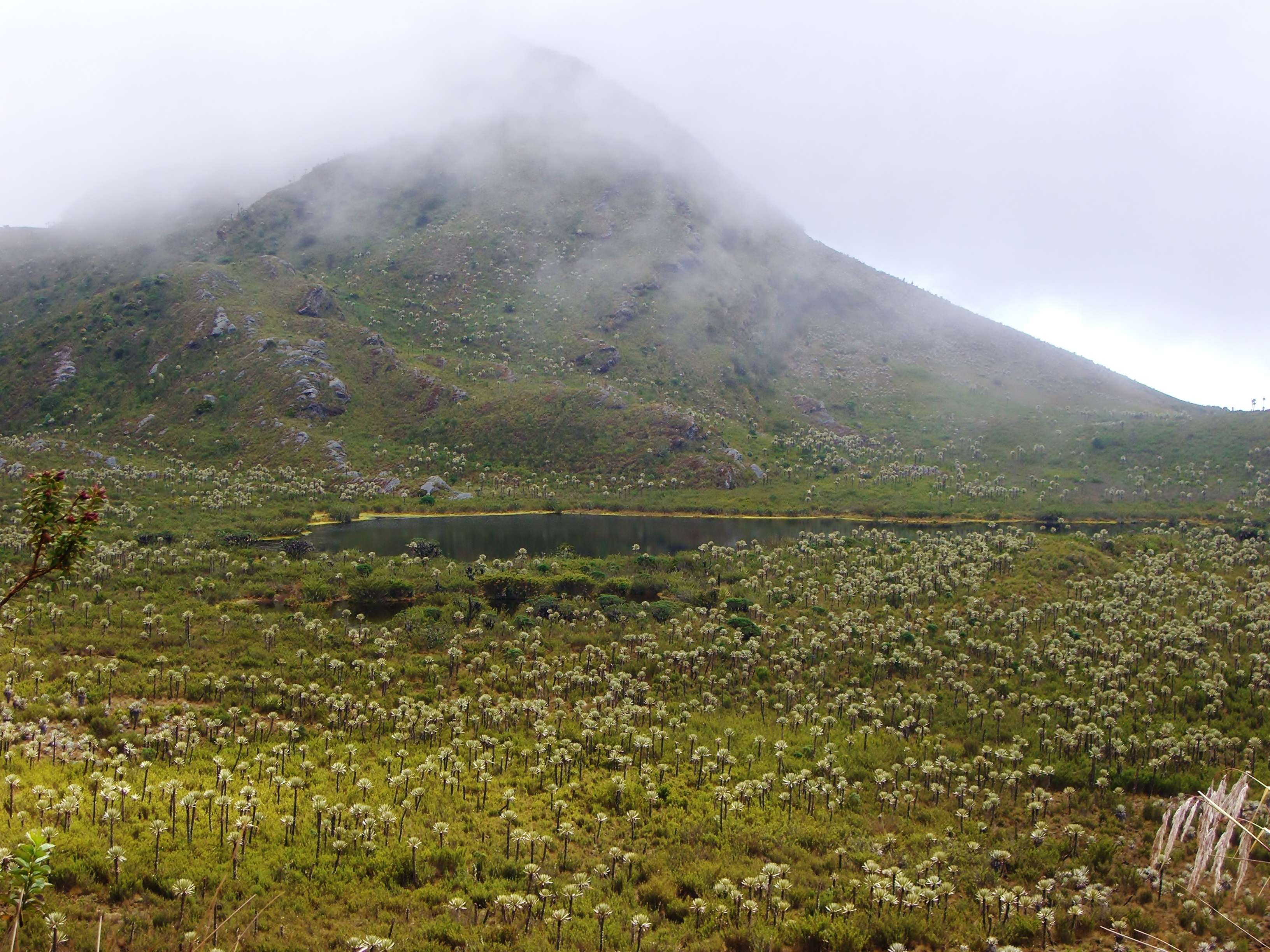
Il parco nazionale di Chingaza, dove è stata registrata la prima metà del film

Il tema del film è ispirato ai romanzi Il signore delle mosche di William Golding e Cuore di tenebra di Joseph Conrad, mentre tra le influenze cinematografiche ci sono Va' e vedi (1985) diretto da Ėlem Germanovič Klimov e Beau Travail (1999) diretto da Claire Denis. Il titolo Monos significa "scimmie" in lingua spagnola, mentre il prefisso "mono-" è di origine greca antica e significa sia "solo" che "uno". Per quanto riguarda i soggetti dei soldati adolescenti e del conflitto armato colombiano, Landes ha dichiarato:
Film atipico in America Latina, Monos ha finito per essere una co-produzione internazionale con il sostegno di una varietà di fondi istituzionali.
Più di 800 giovani in tutta la Colombia sono stati considerati per i ruoli principali dei soldati. In primo luogo, dai venti ai trenta sono stati scelti per partecipare a un campo di una settimana in montagna, dove hanno ricevuto lezioni di recitazione dall'attrice argentina Inés Efron al mattino e un addestramento militare da Wilson Salazar (che interpreta il Messaggero) nel pomeriggio, assumendo nel cast gli ultimi otto. Salazar è stato un soldato delle Forze Armate Rivoluzionarie della Colombia - Esercito del Popolo dagli 11 ai 24 anni, e Landes lo incontrò in uno dei programmi di reinserimento che visitò durante il processo di documentazione. Landes assunse Salazar come consulente prima ancora di ingaggiarlo nel ruolo del Messaggero. Il personaggio di Rambo, interpretato da Sofía Buenaventura, era originariamente scritto per un ragazzo, ma Landes ha reso il genere ambiguo durante il processo di casting. Monos ha segnato le prime apparizioni cinematografiche degli attori principali, oltre a Moisés Arias e Julianne Nicholson.
Le riprese del film sono iniziate alla fine del 2016 e sono durate nove settimane. Le scene di montagna sono state girate nel Parco nazionale di Chingaza, quattro ore fuori da Bogotà e a più di 4.000 metri sul livello del mare. Le scene della giungla sono state girate intorno al fiume Samaná Norte nel dipartimento di Antioquia, a cinque ore da Medellín. A causa del conflitto, la giungla era considerata troppo pericolosa per i civili da visitare fino a poco tempo prima, rimanendo quindi per lo più incontaminata dagli umani. Per il cast e la troupe, i muli trasportavano cibo e attrezzatura, la squadra nazionale di kayak della Colombia li ha aiutati a trovare un campo base e una famiglia di cacciatori d'oro illegali ha costruito tende militari. Le scene subacquee sono state girate con l'attrezzatura di galleggiamento attaccata agli attori, con la squadra di kayak che aiutava a garantire la sicurezza. Il famoso direttore della fotografia subacqueo Peter Zuccarini si è unito all'equipaggio per alcuni giorni. Secondo il direttore della fotografia Jasper Wolf, entrambi i luoghi non erano mai stati ripresi prima di allora.

## Colonna sonora
La colonna sonora firmata da Mica Levi è stata pubblicata dall'etichetta Lakeshore Records il 30 agosto 2019. Landes voleva che fosse «monumentale, ma essenziale», perciò Levi ha realizzato brevi composizioni che includono fischietti eseguiti da lei stessa soffiando in una bottiglia di vetro, timpani e un suono di sintetizzatore, attorno al quale sono state costruite ulteriori composizioni. I personaggi sono rappresentati da suoni specifici: un acuto fischio di bottiglia rappresenta il «fischio dell'autorità» ed evoca la presenza dell'Organizzazione, un fischietto che imita gli uccelli è invece riferito al legame tra i giovani soldati, mentre i timpani accompagnati dal fischio d'autorità rappresentano «la forza oscura che cerca di controllare il gruppo da lontano».
1. Guerreros - 1:39
2. Mensajero - 0:41
3. Lobo Y Lady - 2:22
4. Aullido - 1:37
5. Solos - 3:07
6. Funeral - 1:07
7. Honguitos - 2:07
8. A La Selva - 1:17
9. Sin Radio - 3:27
10. Castigo - 1:07
11. El Regreso De Patagrande - 1:12
12. Pisa Suave - 3:20
13. Corre - 1:27
14. Helicóptero - 1:12
15. Monos - 4:00

## Distribuzione
Nel gennaio 2019, dopo l'anteprima al Sundance Film Festival, NEON acquisì i diritti di distribuzione del film negli Stati Uniti d'America, e a marzo la Participant Media si unì come co-distributore. Il maggio seguente furono annunciate le date di distribuzione per Colombia e Stati Uniti, rispettivamente il 15 agosto e il 13 settembre.
È stato distribuito nelle sale cinematografiche italiane a partire dal 20 agosto 2020 da I Wonder Pictures e Unipol Biografilm Festival.

### Edizione italiana
Il doppiaggio italiano del film è stato effettuato presso la MagmaLab Studio e diretto da Paola Del Bosco su dialoghi di Marta Buzi.

## Accoglienza

### Critica
La critica cinematografica ha accolto positivamente Monos. Il film detiene sull'aggregatore Rotten Tomatoes una percentuale di gradimento del 93% basata su 149 recensioni professionali, con un voto medio di 8,03/10 e un giudizio generale che recita «Visivamente splendido quanto stimolante, Monos getta uno sguardo inquietante sulla natura umana, le cui tristi intuizioni lasciano un impatto duraturo». Su Metacritic la valutazione è di 78/100 basata su 27 recensioni, corrispondente a «critiche generalmente favorevoli».
Sheila O'Malley di RogerEbert.com ha conferito al film tre stelle su quattro, elogiandone la profonda introspezione, la fotografia e la colonna sonora. Guillermo Del Toro lo ha definito «ipnotico» e ha dichiarato che Landes «è una nuova potente voce nel cinema». Anche Alejandro González Iñárritu ha espresso un grande apprezzamento chiamandola «una pellicola molto emozionante» e «un attacco cardiaco cinematografico senza precedenti». Glenn Kenny di The New York Times ne ha apprezzato la qualità virtuosistica pur criticando una confusione di idee.

### Incassi
La pellicola ha incassato complessivamente 1601199 $.

## Premi e riconoscimenti (parziale)
- 2019 - BFI London Film Festival[30]
  - Miglior film
- 2019 - British Independent Film Awards[31]
  - Candidatura al miglior film indipendente internazionale
- 2019 - Festival del cinema di Stoccolma[32]
  - Candidatura al miglior film
- 2019 - Festival internazionale del cinema di Berlino[33]
  - Sezione "Panorama"
- 2019 - Festival internazionale del cinema di San Sebastián[34]
  - Premio Sebastiane
- 2019 - Sundance Film Festival[35]
  - Premio della giuria: World Cinema Dramatic
- 2019 - Washington D.C. Area Film Critics Association[36]
  - Candidatura al miglior film in lingua straniera

- 2020 - American Society of Cinematographers[37]
  - Candidatura alla miglior fotografia
- 2020 - Premio Ariel[38]
  - Candidatura al miglior film iberoamericano
- 2020 - Premio Goya[39]
  - Candidatura al miglior film straniero in lingua spagnola
- 2020 - London Critics Circle Film Awards[40]
  - Candidatura al miglior film in lingua straniera
  - Candidatura alla miglior fotografia
- 2020 - Online Film Critics Society
  - Candidatura al miglior film in lingua straniera
- 2020 - Palm Springs International Film Festival[41]
  - Candidatura al miglior film internazionale